# Выборы парламента Кабардино-Балкарии (2003)
Выборы в парламент Кабардино-Балкарской Республики третьего созыва прошли 7 декабря 2003 года. Избирались 110 депутатов. 55 по одномандатным округам, другие 55 по партийным спискам. Заградительный барьер для партий — 5 %. Впервые выборы происходили в однопалатный парламент.

## Списки партий
Для участия в выборах были зарегистрированы списки 6 партий.
| Партия                               | Первая «тройка» |
| ------------------------------------ | --- |
| ЕДИНСТВО и ОТЕЧЕСТВО — Единая Россия | Председатель совета Республики парламента КБР Заурби Нахушев, министр труда и социального развития КБР Ильяс Бечелов, министр имущественных и земельных отношений КБР Николай Маслов                                                                                           |
| КПРФ                                 | Депутат парламента КБР Владимир Махов, инспектор по работе с ветеранами труда ОАО АК «Каббалкпромстрой» Таука Мечиев, заместитель директора по учебно-воспитательной работе средней школы № 4 Лариса Шугалей                                                                   |
| Аграрная партия России               | Заместитель министра сельского хозяйства КБР Валерий Тисленко, директор Кабардино-Балкарского научно-исследовательского института сельского хозяйства Арсен Маремуков, председатель республиканского комитета профсоюза работников агропромышленного комплекса Чамал Бесланеев |
| Союз правых сил                      | Председатель исполкома регионального отделдения СПС Анзор Шахмурзов, пенсионер Александр Ордашев, безработный Олег Ахметов |
| Российская партия Жизни              | Директор ООО «Эл-Универсал» Аслан Гаев, генеральный директор ООО «Иман» Ахмат Сумаев, генеральный директор ОАО «Каббалкхлебопродукт» Владимир Тимченко |
| Партия возрождения России            | Директор ООО "Фирма «ТЭК» Владимир Царьков, председатель Кабардино-Балкарской республиканской коллегии адвокатов «Бороков и партнеры» Хасан-Али Бороков, научный сотрудник ГУ «Мемориал жертв политический репрессий» Назир Будаев                                             |

## Результаты выборов
| Партия                               | Количество голосов | Доля голосов | Количество мандатов | Количество мандатов в округах | Всего мандатов |
| ------------------------------------ | ------------------ | ------------ | ------------------- | ----------------------------- | -------------- |
| Единство и Отечество — Единая Россия | 272 250            | 71,42 %      | 44                  | 38                            | 82             |
| КПРФ                                 | 33 137             | 8,69 %       | 6                   | 1                             | 7              |
| Аграрная партия России               | 32 639             | 8,56 %       | 5                   | -                             | 5              |
| Союз правых сил                      | 7 679              | 2,01 %       | -                   | -                             | -              |
| Российская партия Жизни              | 7 228              | 1,90 %       | -                   | 1                             | 1              |
| Партия Возрождения России            | 6 022              | 1,58 %       | -                   | -                             | -              |

Против всех партийных списков проголосовали 16 756 (4,40 %) избирателей. Недействительными признаны 5 501 (1,44 %) бюллетеней. Явка составила 75,39 %.
14 избранных депутатов были выдвинуты в порядке самовыдвижения.